# ساندرو فيزر
ساندرو فيزر (بالألمانية: Sandro Wieser) هو لاعب كرة قدم ليختنشتاني في مركز الوسط، ولد في 3 فبراير 1993 في فادوتس في ليختنشتاين. شارك مع منتخب ليختنشتاين تحت 21 سنة لكرة القدم ومنتخب ليختنشتاين لكرة القدم. أما مع النوادي، فقد لعب مع نادي آراو ونادي بازل ونادي ثون ونادي ريدنغ ونادي رييد ونادي فادوتس ونادي هوفنهايم.

## وصلات خارجية
- ساندرو فيزر على موقع الاتحاد الدولي (مؤرشف)  (الإنجليزية)
- ساندرو فيزر على موقع الاتحاد الأوربي (الإنجليزية)
- ساندرو فيزر على موقع إي إس بي إن إف سي (الإنجليزية)
- ساندرو فيزر على موقع قاعدة بيانات كرة القدم.إي يو (الإنجليزية)
- ساندرو فيزر على موقع بيانات كرة القدم. دي إي (الألمانية)
- ساندرو فيزر على موقع ناشيونال فوتبول تيمز (الإنجليزية)
- ساندرو فيزر على موقع Soccerway.com (الإنجليزية)
- ساندرو فيزر على موقع عالم كرة القدم.نت (الإنجليزية)
- ساندرو فيزر على موقع AS.com (الإسبانية)